# Farrah Forke
Farrah Rachael Forke (Corpus Christi, 12 de janeiro de 1968 — Houston, 25 de fevereiro de 2022) foi uma atriz estadunidense, conhecida por interpretar Alex Lambert na série da NBC Wings, onde permaneceu por duas temporadas, e Mayson Drake, também na série Lois & Clark: The New Adventures of Superman. No cinema estreou-se, em 1991, no filme Twisters Cerebrais.